# Labrorostratus zaragozensis
Labrorostratus zaragozensis är en ringmaskart som beskrevs av Hernandez-Alcantara och Solis-Weiss 1998. Labrorostratus zaragozensis ingår i släktet Labrorostratus och familjen Oenonidae. Inga underarter finns listade i Catalogue of Life.